# Webvideopreis Deutschland
Der Webvideopreis Deutschland wurde in den Jahren 2011 bis 2018 von der European Web Video Academy an herausragende und innovative Webvideos in Blogs oder auf Videoplattformen vergeben. Der Preis richtete sich sowohl an Amateure als auch an professionelle Teilnehmer. Erstmals wurde der Preis am 20. Februar 2011 im Astra-Theater in Essen im Rahmen der Deutschen Webvideotage 2011 verliehen.

## Die Academy
Die ausrichtende European Web Video Academy GmbH (EWVA) mit Sitz in Düsseldorf wurde Ende 2011 gegründet. Die Academy des Deutschen Webvideopreises legt satzungsgemäß die Nominierungen für den Deutschen-Webvideopreis-Wettbewerb fest und verkündet diese. Die Academy wird durch das Academy-Präsidium vertreten, das sich Stand 2017 aus den Vize-Präsidenten Oğuz Yılmaz, sowie dem Präsidenten Jan Winter, zusammensetzt.
Geschäftsführer der EWVA sind die beiden Mitgründer Markus Hündgen aka Videopunk und Dimitrios Argirakos. Anfang Januar 2016 wurde die EWVA vom Vermarkter Ströer Media mehrheitlich übernommen.
Im März 2021 ist die European Web Video Academy GmbH mit der Rico Jones GmbH verschmolzen und firmiert nun als diese, die Geschäftsführer sind Markus Hündgen, Dimitrios Argirakos und Peter Georgi.

## Teilnahmebedingungen
Für die verschiedenen Kategorien konnten im Voraus Videovorschläge abgegeben werden, die die jeweils geltenden Teilnahmebedingungen erfüllten. 2017 galten insbesondere folgende Bedingungen:
- Die Verbreitung des Videos muss über das Internet erfolgt sein.
- Zur Teilnahme sind Werke und Personen aus Deutschland berechtigt.
- Die Videos müssen jugendfrei sein und dem geltenden Recht entsprechen (z. B. Urheberrecht und Persönlichkeitsrecht).
- Veranstalter, Sponsoren und vom Veranstalter beauftragte Dienstleister sind von der Teilnahme am Wettbewerb ausgeschlossen.[11]

## Einzelne Verleihungen

### 2011
Den Jury-Vorsitz hatte 2011 der Journalist Mario Sixtus (Elektrischer Reporter) inne. Die weiteren Jury-Mitglieder waren die ZDF-Redakteurin Katharina Dufner, der MTV-Moderator Simon Krätschmer, der Podcaster Philipp Riederle und Jörg Sadrozinski, Chef der Redaktion von tagesschau.de und designierter Leiter der Deutschen Journalistenschule in München.
Zwischen dem 8. Januar und dem 1. Februar 2011 konnten der Jury auf der offiziellen Website des Webvideopreises Nominierungsvorschläge zugeschickt werden. Am 8. Februar wurden dann die Nominierungen veröffentlicht. Insgesamt wurden über 4.000 Videos zum Wettbewerb eingeschickt.
Der Preis wurde in folgenden Kategorien vergeben:
Preisträger der Jurypreise
| Kategorie      | Preisträger       | Video/Konzept               |
| -------------- | ----------------- | --------------------------- |
| Persönlichkeit | Ebru Ergüner      | EbruZa (Ebrus Beautylounge) |
| Serie          | 140 Sekunden      | 140 Sekunden                |
| Animation      | Alexander Lehmann | Du bist Terrorist           |
| Dokumentation  | Stephan Fritsch   | Road-Blog 2010              |
| Fun            | zwergpisncher     | Frohes Fest 2010            |
| Talk           | Philip Banse      | dctp.tv                     |
| Freie Musik    | Herr Tischbein    | Sympathie                   |

Preisträger der Publikumspreise
| Kategorie      | Preisträger         | Video/Konzept                         |
| -------------- | ------------------- | ------------------------------------- |
| Persönlichkeit | Holger Kreymeier    | Fernsehkritik-TV (Massengeschmack-TV) |
| Serie          | reality bytes       | Trendpiraten                          |
| Animation      | Alexander Lehmann   | Du bist Terrorist                     |
| Dokumentation  | Roman Mischel       | Freddy                                |
| Fun            | zwergpisncher       | Frohes Fest 2010                      |
| Talk           | Berliner Morgenpost | 50 Menschen – eine Frage:             |
| Freie Musik    | TOS                 | You Upperclass                        |

Die Kategorie Mash-Up fiel aufgrund zu weniger Kandidaten weg.
- Spezialpreis der Jury: Folge Magazin
- c/o-Pop-Sonderpreis: City Light Thief mit Punkt.Aus?Ende!
- Grey-Nachwuchspreis: Coldmirror

### 2012

Logo der Verleihung 2012

Die Verleihung fand am 31. März im Savoy Theater in Düsseldorf statt. Die Jury wurde 2012 gebildet aus Katrin Bauerfeind, Milena Bonse, Daniel Budiman, Kathrin Fricke, Florian Hager und Holger Kreymeier, den Jury-Vorsitz hatte erneut Mario Sixtus inne. Zwischen dem 15. Dezember 2011 und dem 31. Januar 2012 wurden der Jury 6752 Vorschläge eingereicht, was eine Steigerung zum Vorjahr bedeutet. Die Jury wählte daraus 24 Videos und sortierte diese in Kategorien ein. Diese wurden im Vergleich zum Vorjahr geändert und orientieren sich dieses Jahr an den Hashtags, mit denen Videos bei YouTube gekennzeichnet werden können. Somit entsprechen die Kategorien nicht den klassischen Varianten wie Bester Sänger oder Beste Serie, sondern den Einordnungen der Internetnutzer. Daher schließt Markus Hündgen, der den Webvideopreis 2011 ins Leben rief, nicht aus, dass die Kategorien auch in Zukunft geändert werden.
Vom 1. März bis zum 29. März 2012 konnten interessierte Nutzer des Internets über den Publikumspreis abstimmen. Der Deutsche Webvideopreis 2012 wurde am 31. März 2012 im Savoy Theater in Düsseldorf verliehen. Die Gala wurde von Christoph Krachten moderiert.
Die Gewinner in den einzelnen Kategorien:

#### Preisträger der Jurypreise
| Kategorie  | Preisträger                      | Video                                       |
| ---------- | -------------------------------- | ------------------------------------------- |
| FYI        | Zentrum für politische Schönheit | Schuld. Die Barbarei Europas                |
| LOL        | JotesCreations                   | Bakery Warfare – Breadman Rises             |
| FAQ/RTFM   | explainity                       | Ratingagenturen einfach erklärt             |
| OMG        | Fabian Sixtus Körner             | The Bollywood Moviestar                     |
| Let’s Play | Rahmschnitzel feat. Gronkh       | Kohle Metal                                 |
| IMHO       | ZiB-Redaktion                    | Das Protest-Video                           |
| AAA        | lichtfaktorcrew                  | dENIZEN_Shine a light for Nature_first edit |
| Newbie     | kunsthausneustrelitz             | Agent M und der magische Hacky Sack         |
| EPIC       | ZiB-Redaktion                    | Das Protest-Video                           |

#### Preisträger der Publikumspreise
| Kategorie  | Preisträger          | Video                                                           |
| ---------- | -------------------- | --------------------------------------------------------------- |
| FYI        | Pete Schilling       | Mad World                                                       |
| LOL        | koalakombat          | Ruthe.de Werbeparodien                                          |
| FAQ/RTFM   | Klaus Kauker         | Lena – Maybe ENTHÜLLT                                           |
| OMG        | michelundsven        | Michel & Sven – Der Tischdeckentrick                            |
| Let’s Play | Y-Titty feat. Gronkh | GTA Real Life Grand Theft Auto                                  |
| IMHO       | ZiB-Redaktion        | Das Protest-Video                                               |
| AAA        | lichtfaktorcrew      | dENIZEN_Shine a light for Nature_first edit                     |
| Newbie     | Die Lochis           | Bruno Mars – It will rain (Parodie) – Twilight Song – Toastbrot |
| EPIC       | Y-Titty feat. Gronkh | GTA Real Life Grand Theft Auto                                  |

Ehrenpreis: Anti-ACTA-Videos (LordAbbadon)

### 2013

Logo der Verleihung 2013

Am 25. Mai 2013 wurde im Capitol-Theater in Düsseldorf der Webvideopreis 2013 vergeben. Zuvor wurden aus mehr als 4.000 eingereichten Videos sechs pro Kategorie zur Abstimmung gestellt. Dabei entschied zu 50 % das Urteil einer Jury bestehend aus Holger Kreymeier, Klaus Kauker, Sascha Pallenberg, Lu Hasslauer und Richard Gutjahr und zu 50 % eine Abstimmung unter Internetnutzern, an der mehr als 300.000 Nutzer teilgenommen hatten.
Die Preisverleihung wurde erstmals von Miriam Pielhau vor knapp 1.000 Zuschauern moderiert. Dabei mussten die Veranstalter wegen des großen Interesses zu einem größeren Veranstaltungsort als geplant wechseln. Es wurden Preisträger in 13 Kategorien (2012: 9 Kategorien) ausgezeichnet.
Die Gewinner in den einzelnen Kategorien:
| Kategorie  | Preisträger                   | Video                                       |
| ---------- | ----------------------------- | ------------------------------------------- |
| Action     | Lukas Tielke                  | In the Woods with Amir Kabbani              |
| Cute       | hundeallerlei                 | Maya Weimaraner                             |
| Newbie     | dailyknoedel                  | Beginne mit YouTube!                        |
| AAA        | Ken Ottmann                   | Paper Age                                   |
| Win        | ifs Köln                      | Bankraub/Mad Thieves                        |
| VIP        | LeFloid                       | Totgeprügelt und alle gucken zu…            |
| OMG        | HS-OWL & roterkeil.net        | Nur neun Jahre Glück                        |
| Epic       | Daniel Moshel & August Schram | MeTube                                      |
| Fail       | Wolfgang Rademacher           | Besser Sprechen lernen                      |
| FAQ        | Benjamin Jaworskyj            | Blumen kreativ fotografieren                |
| FYI        | Stefans Musikworkshop         | James Bond Soundtrack erklärt               |
| Let’s Play | tabletennisgamer              | Let’s Play Händewaschen                     |
| LOL        | Postillon24 Nachrichten       | Mutter bei Geburt im Krankenhaus vertauscht |

Der Ehrenpreis für die einflussreichsten Webvideomacher ging an Y-Titty.

### 2014

Logo der Verleihung 2014

Am 24. Mai 2014 wurde im Capitol-Theater in Düsseldorf der Webvideopreis 2014 vergeben. Die Veranstaltung wurde von Joko Winterscheidt und Klaas Heufer-Umlauf moderiert. Die jeweiligen Video-Teaser wurden von Marti Fischer kommentiert.
Die Gewinner in den einzelnen Kategorien:
| Kategorie   | Preisträger            | Video                                                                       |
| ----------- | ---------------------- | --------------------------------------------------------------------------- |
| Action      | Sebastian Linda        | The Revenge of The Beasts                                                   |
| Newbie      | Bosshaft TV            | Freuet euch, der Boss ist da                                                |
| Now Playing | Fewjar                 | S.p.a.m. [feat. Tommy Blackout]                                             |
| AAA         | Bosshaft TV            | Armageddon                                                                  |
| Win         | al dente Entertainment | Die Mutter aller Imagefilme. S´Lebn is a Freid.                             |
| VIP         | LeFloid                | MOBBING leicht gemacht!!! – Fukushima killt das Meer! - Amerika darf alles… |
| OMG         | Jörg Sprave            | Bill Gates Calls – The Slingshot Channel Answers                            |
| Epic        | Bosshaft TV            | Armageddon                                                                  |
| Fail        | Polizei NRW            | Polizei NRW Rap                                                             |
| FAQ         | Doktor Allwissend      | Woher Schüchternheit kommt                                                  |
| FYI         | Rocket Beans TV        | Quelle: Internet (Pilot)                                                    |
| Let’s Play  | Gronkh                 | MINECRAFT#1000 – 1000 Jahre Random Brainfakks!!                             |
| LOL         | BULLSHIT TV            | Schüler, die jeder kennt                                                    |

Des Weiteren erhielt das Komikerduo DieAussenseiter den Ehrenpreis der Academy.

### 2015
Am 13. Juni 2015 wurde zum fünften Mal der Deutsche Webvideopreis verliehen. Moderiert wurde die Veranstaltung von Christian Ulmen. Zu sehen war die Verleihung im Digital-Fernsehprogramm EinsPlus, zum ersten Mal hatten einige Anstalten der ARD, beispielsweise der NDR und WDR, sowie der Schweizer Fernsehsender SRF auch eine Liveübertragung im Internet gezeigt. Zur Realisierung der Veranstaltung wurde die Produktionsfirma Kimming Entertainment beauftragt, welche zuletzt die Echospreisverleihung 2015 ausgerichtet hat.
Preisträger
| Kategorie                   | Preisträger                      | Video/Konzept                         |
| --------------------------- | -------------------------------- | ------------------------------------- |
| Person Of The Year – Male   | Rocket Beans TV                  | –                                     |
| Person Of The Year – Female | MissesVlog                       | –                                     |
| Comedy                      | SpaceFrogs                       | Wenn Werbung ehrlich wäre             |
| Gaming                      | Fabian Siegismund und David Hain | SiegHain                              |
| Journalism                  | theclavinover (Marti Fischer)    | Wie geht eigentlich Musik? #7         |
| Best Video Of The Year      | darkviktory                      | #TubeClash – Episode 01               |
| Music Video                 | AnnenMayKantereit                | Barfuß am Klavier                     |
| Lifestyle                   | Michael Buchinger                | Michaels Hass-Liste                   |
| Sports                      | aepic.tv                         | Fabio Wibmer – Paris Is My Playground |
| Newcomer                    | Malwanne                         | –                                     |
| Arthouse                    | MadBrickMotion                   | LEGO The Walking Dead                 |
| Ehrenpreis International    | Kevin MacLeod                    | –                                     |
| Ehrenpreis National         | Gronkh                           | –                                     |
| AAA Animation               | darkviktory                      | #TubeClash                            |
| AAA Cinematography          | Sebastian Linda                  | The Journey of the Beats              |
| AAA Directing               | Kreisfilm                        | Circuit                               |
| AAA Edit                    | The Metamorphium                 | Prokrastination                       |
| AAA SFX/NFX                 | Schnellbuntebilder               | Momentum                              |
| AAA Skript                  | darkviktory                      | #TubeClash                            |
| AAA Sound                   | Marti Fischer                    | –                                     |

### 2016
Am 4. Juni 2016 fand die sechste Verleihung des deutschen Webvideopreises im Castello Düsseldorf statt. Ursprünglich sollte, wie im Vorjahr, Christian Ulmen moderieren, der allerdings aus gesundheitlichen Gründen absagte. Stattdessen traten die Gründer des Senders Rocket Beans TV Nils Bomhoff, Daniel Budiman, Etienne Gardé und Simon Krätschmer als Moderatoren auf. Die Hymne und Musikunterlegung der Gala wurden von Klaus Kauker komponiert.
Preisträger
| Kategorie                   | Gewinner               | Video/Konzept                                              |
| --------------------------- | ---------------------- | ---------------------------------------------------------- |
| Person Of The Year – Male   | Julien Bam             | –                                                          |
| Person Of The Year – Female | Melina Sophie          | –                                                          |
| Journalism                  | BeHaind                | Das erstaunliche Leben des Fabian Siegismund               |
| Gaming                      | HandOfBlood            | –                                                          |
| Lifestyle                   | breedingunicorns       | –                                                          |
| 360                         | AnimalEquality Germany | Durch die Augen eines Schweins - iAnimal 360° mit Thomas D |
| Comedy                      | Das Netzwerk           | Serie: Das Netzwerk                                        |
| Best Video of the Year      | T7pro                  | Darth Maul: Apprentice                                     |
| Arthouse                    | Fuck you Zombie        | Selfie from Hell                                           |
| Sports                      | Sebastian Linda        | Life is a Dance                                            |
| Music                       | Mhokomo                | Token                                                      |
| Commercial                  | Edeka                  | Weihnachtsclip - #heimkommen                               |
| Newcomer                    | Datteltäter            | –                                                          |

### 2017
Am 1. Juni 2017 fand die siebte Verleihung des deutschen Webvideopreises im ISS DOME in Düsseldorf statt. Die Gala wurde von Barbara Schöneberger moderiert. Insgesamt wurden 31.274 Einreichungen getätigt.
Preisträger/Nominierte
| Kategorie                  | Nominierte                                                                       | Gewinner                                                                         | Video/Konzept                                                       |
| -------------------------- | -------------------------------------------------------------------------------- | -------------------------------------------------------------------------------- | ------------------------------------------------------------------- |
| 360°                       | WDR, Philipp Leisner, ZDF \| Terra X                                             | WDR                                                                              | INSIDE AUSCHWITZ – Das ehemalige Konzentrationslager                |
| Animation                  | LUMATIC, Kurzgesagt – In a Nutshell, Herr Bergmann                               | Kurzgesagt – In a Nutshell                                                       | Kanal als Gesamtwerk                                                |
| Arthouse                   | Moritz Reichartz, Sebastian Linda / Memento Mori, HGich.T                        | Memento Mori                                                                     | OY „Space Diaspora“                                                 |
| Beauty                     | PUSCH ART, Heidi Klum, Mrs. Bella                                                | PUSCH ART                                                                        | Kanal als Gesamtwerk                                                |
| Best Video of the Year     | Wishlist, Team TubeClash, 1080 Nerdscope                                         | Wishlist                                                                         | Webserie Wishlist                                                   |
| Brand Campaign             | Lufthansa, BVG, Audi                                                             | BVG                                                                              | BVG „Alles Absicht“                                                 |
| Comedy                     | Neo Magazin Royale, World Wide Wohnzimmer, Mii Mii                               | Neo Magazin Royale                                                               | Every Second Counts                                                 |
| Community                  | Julien Bam, MrTrashpack, AlexiBexi                                               | Julien Bam                                                                       | UNS (2.000.000 - Special)                                           |
| Education & Science        | Terra X Lesch & Co, The Simple Club, MrWissen2Go                                 | The Simple Club                                                                  | TheSimpleClub                                                       |
| Food                       | Sallys Welt, Die Grillshow, Datteltäter                                          | Sallys Welt                                                                      | Kanal als Gesamtwerk                                                |
| Gaming                     | tinNendo, Sturmwaffel, Paluten                                                   | tinNendo                                                                         | DER GEBORENE LANDWIRT – Leck mich.. (Landwirtschaftssimulator 2017) |
| Interactive                | Julien Bam, ApeCrimeTV, iBlali                                                   | Julien Bam                                                                       | ICH WURDE GEHACKT!                                                  |
| Journalism                 | Richard Gutjahr, Daniele Rizzo, Tomatolix                                        | Tomatolix                                                                        | Selbstexperiment                                                    |
| Lifestyle                  | Kliemannsland, Fritz Meinecke, mirellativegal                                    | Kliemannsland                                                                    | Kliemannsland                                                       |
| Livestream                 | Marmeladenoma, ungespielt, Rocket Beans TV                                       | Marmeladenoma                                                                    | Kanal als Gesamtwerk                                                |
| Music                      | Rezo / Marti Fischer, B.A., Bongo Boulevard                                      | Rezo / Marti Fischer                                                             | So singt man wie…                                                   |
| Opinion                    | Melina Sophie, Rayk Anders, BeHaind & HandOfBlood                                | Melina Sophie                                                                    | #TUTETWAS                                                           |
| Original Song              | 257ers, Kollegah, Die Lochis                                                     | Die Lochis                                                                       | Lieblingslied (Offizielles Video)                                   |
| Person of the Year Female  | Lisa und Lena, Lena Meyer-Landrut, Carolin Kebekus                               | Carolin Kebekus                                                                  | Person                                                              |
| Person of the Year Male    | Jan Böhmermann, Die Lochis, Felix von der Laden                                  | Felix von der Laden                                                              | Person                                                              |
| Social Campaign            | Friendly Fire 2, Loot für die Welt 3, WWF mit Jodie Calussi und Kelly MissesVlog | Friendly Fire 2, Loot für die Welt 3, WWF mit Jodie Calussi und Kelly MissesVlog |                                                                     |
| Social Influencer Campaign | BibisBeautyPalace, Sami Slimani, Julien Bam                                      | Julien Bam                                                                       | Snapchat-Kampagne für Fanta                                         |
| Sports                     | freekickerz, Strength Wars, Kampfkunst Lifestyle                                 | Kampfkunst Lifestyle                                                             | Kanal als Gesamtwerk                                                |
| VLOG                       | Felix von der Laden, Jodie Calussi, Oskar                                        | Felix von der Laden                                                              | Vlogs                                                               |
| Newcomer                   |                                                                                  | Y-Kollektiv                                                                      | –                                                                   |

1. ↑  In dieser Kategorie wurden alle Nominierten ausgezeichnet.

#### Voting
Abgestimmt wurde über Facebook, Instagram, Twitter, YouTube und über die Webseite.

#### Kritik
David Hain und HandOfBlood, Mitglieder der Web Video Academy und Nominierte in der Kategorie „Opinion“, haben Kritik am Webvideopreis 2017 und den Nominierten geäußert und kündigten an, den Webvideopreis nicht anzunehmen, sollten sie gewinnen. Als Mitglied der Academy fühlten sie sich dieses Jahr zu wenig einbezogen und waren mit einigen Nominierten überhaupt nicht einverstanden.

### 2018
Die Preisträger 2018 waren der Kanal maiLab mit dem Beitrag Fluoride und Zahnpasta - Die ganze Wahrheit, AlexiBexi mit dem Video Code, Julien Bam mit dem 4 Millionen Abonnenten Special, De Changeman mit Deborah und der Kölner Verein Anyway mit der Webserie Kuntergrau. Person des Jahres wurde Natasha Ziegler mit dem Kanal „nobeautychannel“. Den Sonderpreis für gesellschaftliche Verantwortung erhielten der Rapper Eko Fresh und der Videoproduzent Can Özev für das Musikvideo Aber.